# タバコはなぜやめられないか
『タバコはなぜやめられないか』（たばこはなぜやめられないか）は、医師の宮里勝政（1944 - ）が著した新書。

## 概要
ニコチンの依存作用によってたばこがやめられなくなるということを他の薬物や飲酒などと比較しつつ、また薬物依存への経過・離脱への治療法などについても言及、精神医学の研究をもとに個人のパーソナリティと喫煙、飲酒と喫煙を交えて記述している。

## 書誌
岩波書店（岩波新書、1993年） ISBN 4-00-430264-1